# جیرولامو فراکاستورو

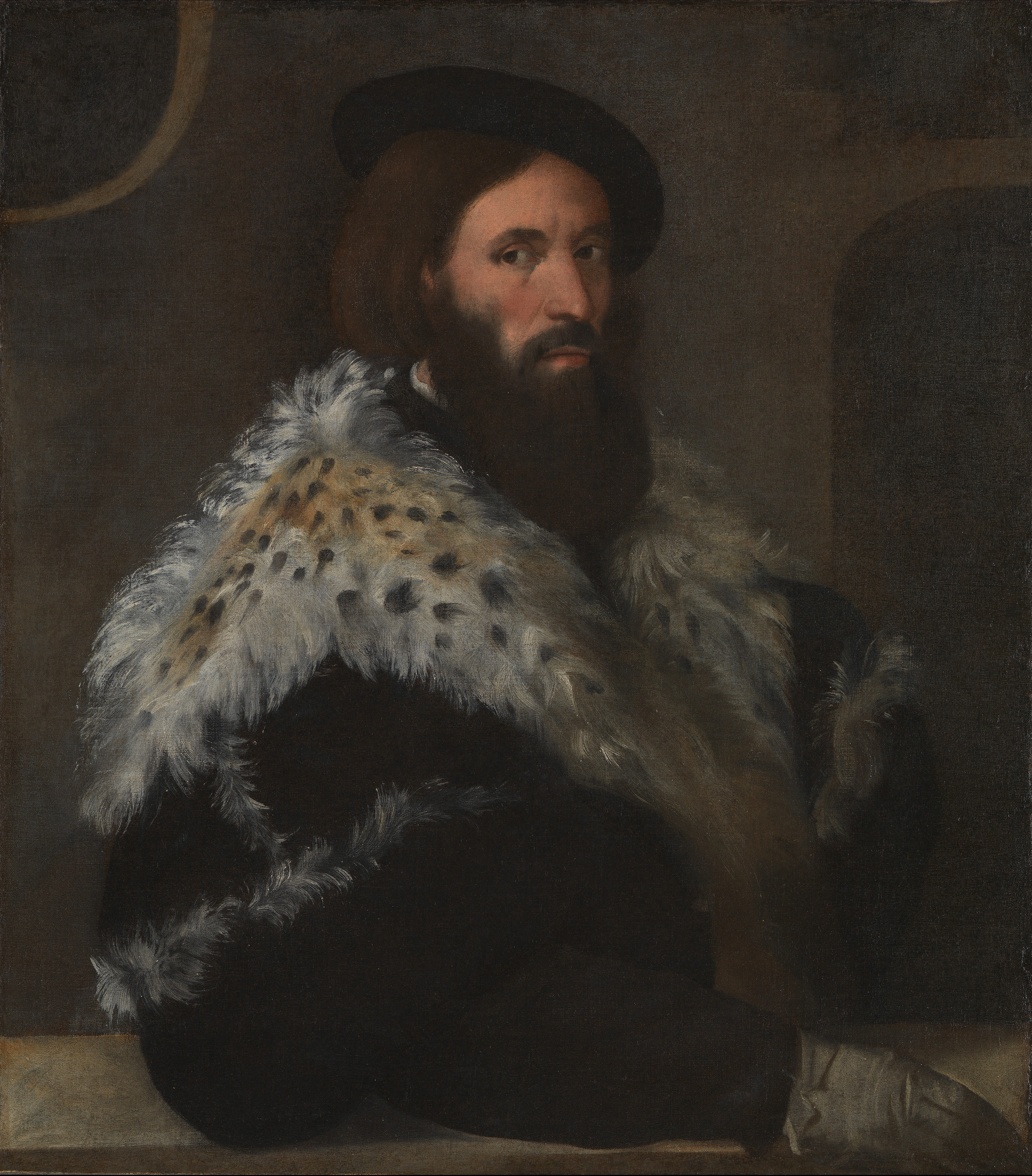
پرتره فراکاستورو توسط تیسین. سال ۱۵۲۸

جیرولامو فراکاستورو (به لاتین: Hieronymus Fracastorius) یک پزشک ایتالیایی قرن پانزدهم بود. او در کنار حرفه پزشکی، گاهی به شعر، پژوهش، ریاضیات، جغرافیا و نجوم می‌پرداخت. مطالعات وی در مورد نحوه انتقال سیفلیس نمونه اولیه‌ای از همه‌گیرشناسی است.
او در شهر ورونا به دنیا آمد و بیشتر عمرش را در آنجا بوده‌است.
در سال 1546 ، جیرولامو پیشنهاد کرد که بیماریهای همه گیر ناشی از موجودات متحرک و شبیه بذر هستند که می توانند عفونت را از طریق تماس مستقیم ، غیر مستقیم یا حتی بدون تماس در فواصل زیاد منتقل کنند.
جیرولامو در سال 1530 شعری با عنوان "Syphilis sive morbus Gallicus" نوشت که نام خارجی سیفلیس از آن گرفته شده است.
فراکاستور مسئله بیماری‌های عفونی و همه‌گیر را مطرح کرد. او سه کتاب دربارهٔ بیماری‌های عفونی نوشته‌است.

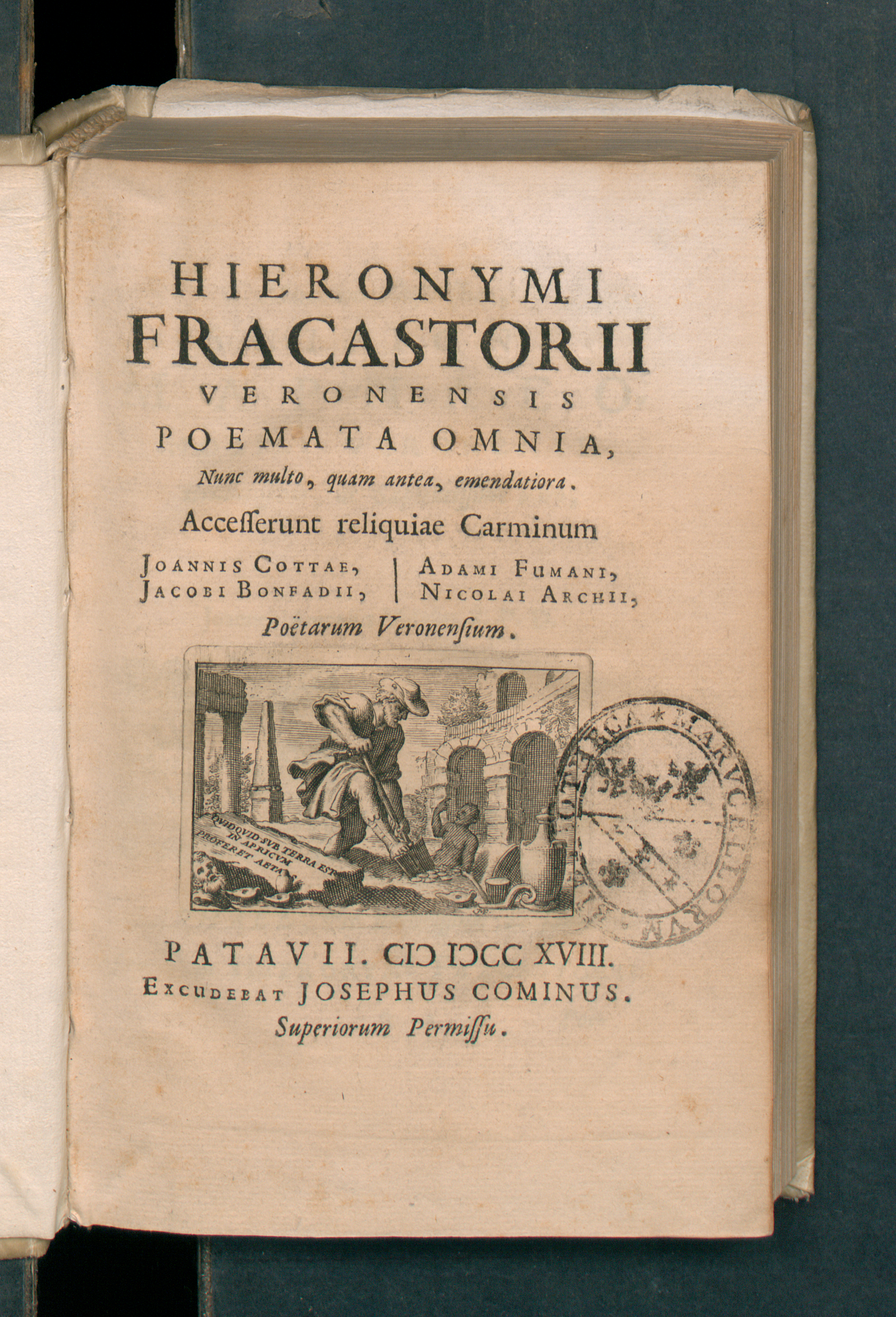
یکی از کتابهای وی

سیفلیس یا بیماری فرانسوی (۱۵۳۰) به نظم که جزو اولین متونی است که دربارهٔ سیفلیس نوشته شده‌است.

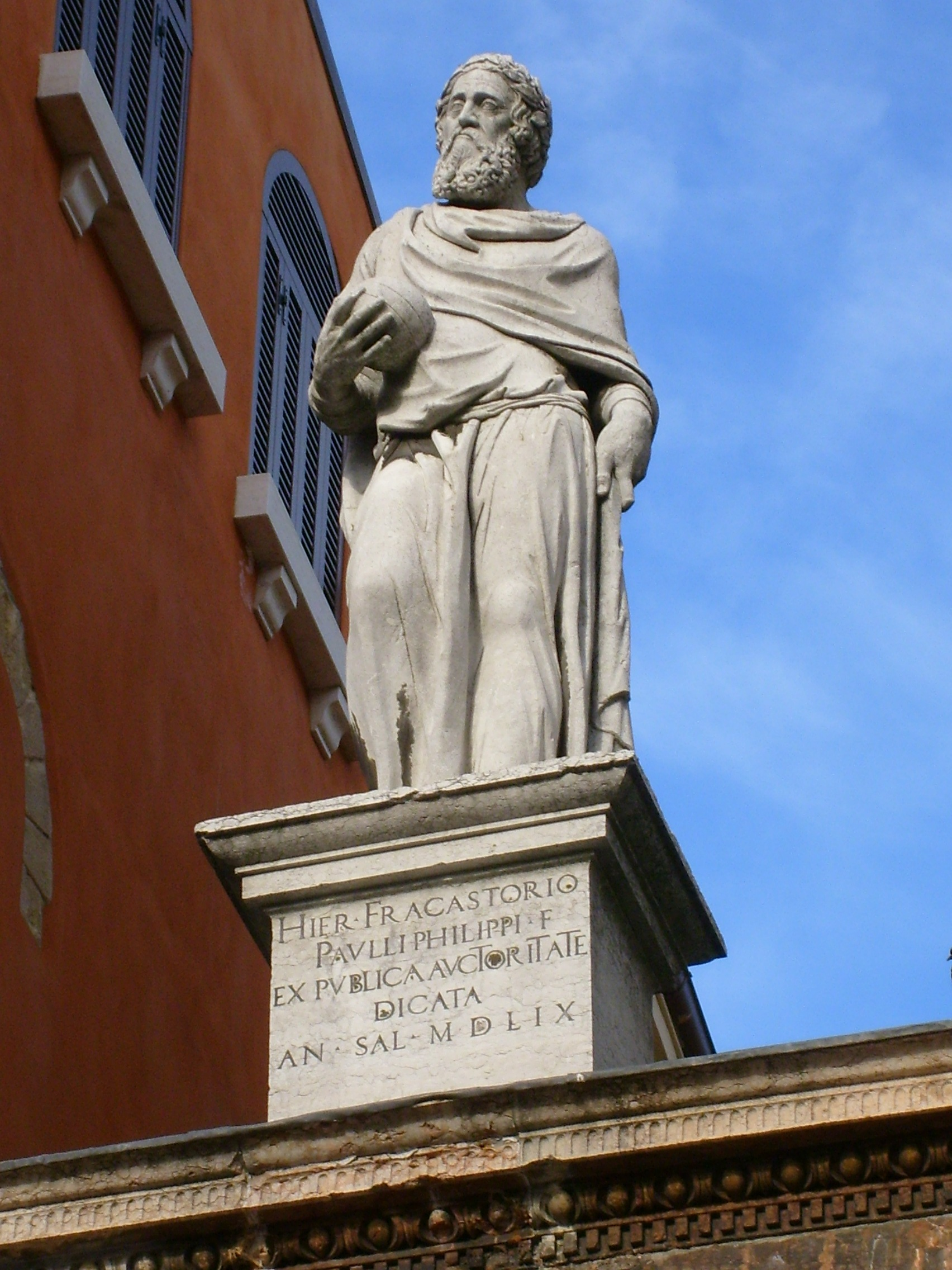
مجسمه جیرولامو فراکاستورو با کتیبه